# В
В, в (ve) é a terceira letra do alfabeto cirílico.
Representa o som [v]. Sua forma é idêntica ao B maiúsculo do alfabeto latino.
Esta letra e б são derivadas do beta (Β, β) do alfabeto grego.
Em russo, tem o som de fricativa labiodental sonora (como em vaca), exceto ao final de palavras, quando possui o som de [f], e antes de uma vogal palatalizadora, quando sua pronúncia é [vj]. Em outras línguas, в tem o som de [w].
O antigo nome de в é Vedi e tinha o valor numérico de dois.

## Codificação
| Codificação  | Caixa | Decimal | Hexa | Octal  | Binário          |
| Unicode      | Alta  | 1042    | 0412 | 002022 | 0000010000010010 |
| Unicode      | Baixa | 1074    | 0432 | 002062 | 0000010000110010 |
| ISO 8859-5   | Alta  | 178     | b2   | 262    | 0010110010       |
| ISO 8859-5   | Baixa | 210     | d2   | 322    | 0011010010       |
| KOI 8        | Alta  | 247     | f7   | 367    | 0011110111       |
| KOI 8        | Baixa | 215     | d7   | 327    | 0011010111       |
| Windows 1251 | Alta  | 194     | c2   | 302    | 0011000010       |
| Windows 1251 | Baixa | 226     | e2   | 342    | 0011100010       |

A codificação HTML é:
- &#1042; ou &#x412; para caixa alta; e
- &#1074; ou &#x432; para caixa baixa.